# Pyropia
Genre
Pyropia est un genre d’algues rouges de la famille des Bangiaceae. 

## Liste d'espèces
Selon AlgaeBase (30 nov. 2012) :
- Pyropia abbottiae (V.Krishnamurthy) S.C.Lindstrom
- Pyropia acanthophora (E.C.Oliveira & Coll) M.C.Oliveira, D.Milstein & E.C.Oliveira
- Pyropia aeodes (N.J.Griffin, J.J. Bolton & R.J.Anderson) J.E.Sutherland
- Pyropia brumalis (Mumford) S.C.Lindstrom
- Pyropia cinnamomea (W.A.Nelson) W.A.Nelson
- Pyropia columbina (Montagne) W.A.Nelson
- Pyropia conwayae (S.C.Lindstrom & K.M.Cole) S.C.Lindstrom
- Pyropia crassa (Ueda) N.Kikuchi & M.Miyata
- Pyropia dentata (Kjellman) N.Kikuchi & M.Miyata
- Pyropia denticulata (Levring) J.A.Philips & J.E. Sutherland
- Pyropia elongata (Kylin) Neefus & J.Brodie
- Pyropia endiviifolia (A.Gepp & E.Gepp) H.G.Choi & M.S.Hwang
- Pyropia fallax (S.C.Lindstrom & K.M.Cole) S.C.Lindstrom
- Pyropia fucicola (V.Krishnamurthy) S.C.Lindstrom
- Pyropia gardneri (G.M.Smith & Hollenberg) S.C.Lindstrom
- Pyropia haitanensis (T.J.Chang & B.F.Zheng) N.Kikuchi & M.Miyata
- Pyropia hiberna (S.C.Lindstrom & K.M.Cole) S.C.Lindstrom
- Pyropia hollenbergii (E.Y.Dawson) J.E.Sutherland, L.E.Aguilar Rosas & R.Aguilar Rosas
- Pyropia ishigecola (A.Miura) N.Kikuchi & M.Miyata
- Pyropia kanakaensis (Mumford) S.C.Lindstrom
- Pyropia katadae (A.Miur) M.S.Hwang, H.G.Choi, N.Kikuch & M.Miyata
- Pyropia kinositae (Yamada & Tak. Tanaka) N.Kikuchi, M.Miyata, M.S.Hwang & H.G.Choi
- Pyropia koreana (M.S.Hwang & I.K.Lee) M.S.Hwang, H.G.Choi Y.S.Oh & I.K.Lee
- Pyropia kuniedae (Kurogi) M.S.Hwang & H.G.Choi
- Pyropia kurogii (S.C.Lindstrom) S.C.Lindstrom
- Pyropia lacerata (A.Miura) N.Kikuchi & M.Miyata
- Pyropia lanceolata (Setchell & Hus) S.C.Lindstrom
- Pyropia leucosticta (Thuret) Neefus & J.Brodie
- Pyropia moriensis (Ohmi) N.Kikuchi & M.Miyata
- Pyropia nereocystis (C.L.Anderson) S.C.Lindstrom (espèce type)
- Pyropia njordii Mols-Mortensen, J.Brodie & Neefus
- Pyropia olivii (Orfanidis, Neefus & T.L.Bray) J.Brodie & Neefus
- Pyropia onoi (Ueda) N.Kikuchi & M.Miyata
- Pyropia peggicovensis H.Kucera & G.W.Saunders
- Pyropia pendula (E.Y.Daywson) J.E.Sutherland, L.E.Aguilar Rosas & R.Aguilar rosas
- Pyropia perforata (J.Agardh) S.C.Lindstrom
- Pyropia pseudolanceolata (V.Krishnamurthy) S.C.Lindstrom
- Pyropia pseudolinearis (Ueda) N.Kikuchi & M.Miyata, M.S Hwang & H.G.Choi
- Pyropia pulchella (Ackland, J.A.West, J.L.Scott & Zuccarello) T.J.Farr & J.E.Sutherland
- Pyropia rakiura (W.A.Nelson) W.A.Nelson
- Pyropia raulaguilarii Mateo-Cid, Mendoza-González & Sentíes
- Pyropia saldanhae (Stegenga, J.J.Bolton & R.J.Anderson) J.E.Sutherland
- Pyropia seriata (Kjellman) N.Kikuchi & M.Miyata
- Pyropia smithii (Hollenberg & I.A.Abbott) S.C.Lindstrom
- Pyropia spiralis (E.C.Oliveira & Coll) M.C.Oliveira, D.Milstein & E.C.Oliveira
- Pyropia suborbiculata (Kjellman) J.E.Sutherland, H.G.Choi, M.S. Hwang & W.A.Nelson
- Pyropia tanegashimensis (Shinmura) N.kikuchi & E. Fujiyoshi
- Pyropia tenera (Kjellman) N.Kikuchi & M.Miyata, M.S. Hwang & H.G.Choi
- Pyropia tenuipedalis (A.Miura) N.Kikuchi & M.Miyata
- Pyropia thulaea (Munda & P.M.Pedersen) Neefus
- Pyropia thuretii (Setchell & E.Y.Dawson) J.E.Sutherland, L.E.Aguilar Rosas & R. Aguilar Rosas
- Pyropia torta (V.Krishnamurthy) S.C.Lindstrom
- Pyropia vietnamensis (Tak. Tanaka & P.H.Ho) J.E.Sutherland & Monotilla
- Pyropia virididentata (W.A.Nelson) W.A.Nelson
- Pyropia yezoensis (Ueda) M.S.Hwang & H.G.Choi

Selon NCBI (30 nov. 2012) :
- Pyropia abbottiae
- Pyropia acanthophora
  - variété Pyropia acanthophora var. brasiliensis
- Pyropia aeodis
- Pyropia brumalis
- Pyropia californica
- Pyropia cinnamomea
- Pyropia columbina
- Pyropia dentata
- Pyropia denticulata
- Pyropia elongata
- Pyropia fallax
  - sous-espèce Pyropia fallax subsp. fallax
- Pyropia fucicola
- Pyropia gardneri
- Pyropia haitanensis
- Pyropia hollenbergii
- Pyropia ishigecola
- Pyropia kanakaensis
- Pyropia katadae
  - variété Pyropia katadae var. hemiphylla
- Pyropia kurogii
- Pyropia lacerata
- Pyropia leucosticta
  - non-classé Pyropia leucosticta A
- Pyropia njordii
- Pyropia onoi
- Pyropia pendula
- Pyropia perforata
- Pyropia pseudolanceolata
- Pyropia pseudolinearis
- Pyropia pulchella
- Pyropia raulaguilarii
- Pyropia seriata
- Pyropia smithii
- Pyropia spiralis
  - variété Porphyra spiralis var. amplifolia
  - variété Porphyra spiralis var. spiralis
- Pyropia suborbiculata
- Pyropia tanegashimensis
- Pyropia tenera
  - variété Porphyra tenera var. tamatsuensis
- Pyropia thulaea
- Pyropia thuretii
- Pyropia torta
- Pyropia vietnamensis
- Pyropia yezoensis
  - forme Pyropia yezoensis f. narawaensis
  - forme Pyropia yezoensis f. yezoensis

Selon World Register of Marine Species (30 nov. 2012) :
- Pyropia abbottiae (V.Krishnamurthy) S.C.Lindstrom, 2011
- Pyropia acanthophora (E.C.Oliveira & Coll) M.C.Oliveira, D.Milstein & E.C.Oliveira, 2011
- Pyropia aeodes (N.J.Griffin, J.J. Bolton & R.J.Anderson) J.E.Sutherland, 2011
- Pyropia brumalis (Mumford) S.C.Lindstrom, 2011
- Pyropia cinnamomea (W.A.Nelson) W.A.Nelson, 2011
- Pyropia columbina (Montagne) W.A.Nelson, 2011
- Pyropia conwayae (S.C.Lindstrom & K.M.Cole) S.C.Lindstrom, 2011
- Pyropia crassa (Ueda) N.Kikuchi & M.Miyata, 2011
- Pyropia dentata (Kjellman) N.Kikuchi & M.Miyata, 2011
- Pyropia denticulata (Levring) J.A.Philips & J.E. Sutherland, 2011
- Pyropia elongata (Kylin) Neefus & J.Brodie, 2011
- Pyropia endiviifolia (A.Gepp & E.Gepp) H.G.Choi & M.S.Hwang, 2011
- Pyropia fallax (S.C.Lindstrom & K.M.Cole) S.C.Lindstrom, 2011
- Pyropia fucicola (V.Krishnamurthy) S.C.Lindstrom, 2011
- Pyropia gardneri (G.M.Smith & Hollenberg) S.C.Lindstrom, 2011
- Pyropia haitanensis (T.J.Chang & B.F.Zheng) N.Kikuchi & M.Miyata, 2011
- Pyropia hiberna (S.C.Lindstrom & K.M.Cole) S.C.Lindstrom, 2011
- Pyropia hollenbergii (E.Y.Dawson) J.E.Sutherland, L.E.Aguilar Rosas & R.Aguilar Rosas, 2011
- Pyropia ishigecola (A.Miura) N.Kikuchi & M.Miyata, 2011
- Pyropia kanakaensis (Mumford) S.C.Lindstrom, 2011
- Pyropia katadae (A.Miur) M.S.Hwang, H.G.Choi, N.Kikuch & M.Miyata, 2011
- Pyropia kinositae (Yamada & Tak. Tanaka) N.Kikuchi, M.Miyata, M.S.Hwang & H.G.Choi, 2011
- Pyropia koreana (M.S.Hwang & I.K.Lee) M.S.Hwang, H.G.Choi Y.S.Oh & I.K.Lee, 2011
- Pyropia kuniedae (Kurogi) M.S.Hwang & H.G.Choi, 2011
- Pyropia kurogii (S.C.Lindstrom) S.C.Lindstrom, 2011
- Pyropia lacerata (A.Miura) N.Kikuchi & M.Miyata, 2011
- Pyropia lanceolata (Setchell & Hus) S.C.Lindstrom, 2011
- Pyropia leucosticta (Thuret) Neefus & J.Brodie, 2011
- Pyropia moriensis (Ohmi) N.Kikuchi & M.Miyata, 2011
- Pyropia nereocystis (C.L.Anderson) S.C.Lindstrom, 2011
- Pyropia njordii Mols-Mortensen, J.Brodie & Neefus, 2012
- Pyropia olivii (Orfanidis, Neefus & T.L.Bray) J.Brodie & Neefus, 2011
- Pyropia onoi (Ueda) N.Kikuchi & M.Miyata, 2011
- Pyropia peggicovensis H.Kucera & G.W.Saunders, 2012
- Pyropia pendula (E.Y.Daywson) J.E.Sutherland, L.E.Aguilar Rosas & R.Aguilar rosas, 2011
- Pyropia perforata (J.Agardh) S.C.Lindstrom, 2011
- Pyropia pseudolanceolata (V.Krishnamurthy) S.C.Lindstrom, 2011
- Pyropia pseudolinearis (Ueda) N.Kikuchi & M.Miyata, M.S Hwang & H.G.Choi, 2011
- Pyropia pulchella (Ackland, J.A.West, J.L.Scott & Zuccarello) T.J.Farr & J.E.Sutherland, 2011
- Pyropia rakiura (W.A.Nelson) W.A.Nelson, 2011
- Pyropia raulaguilarii Mateo-Cid, Mendoza-González & Sentíes, 2012
- Pyropia saldanhae (Stegenga, J.J.Bolton & R.J.Anderson) J.E.Sutherland, 2011
- Pyropia seriata (Kjellman) N.Kikuchi & M.Miyata, 2011
- Pyropia smithii (Hollenberg & I.A.Abbott) S.C.Lindstrom, 2011
- Pyropia spiralis (E.C.Oliveira & Coll) M.C.Oliveira, D.Milstein & E.C.Oliveira, 2011
- Pyropia suborbiculata (Kjellman) J.E.Sutherland, H.G.Choi, M.S. Hwang & W.A.Nelson, 2011
- Pyropia tanegashimensis (Shinmura) N.kikuchi & E. Fujiyoshi, 2011
- Pyropia tenera (Kjellman) N.Kikuchi & M.Miyata, M.S. Hwang & H.G.Choi, 2011
- Pyropia tenuipedalis (A.Miura) N.Kikuchi & M.Miyata, 2011
- Pyropia thulaea (Munda & P.M.Pedersen) Neefus, 2011
- Pyropia thuretii (Setchell & E.Y.Dawson) J.E.Sutherland, L.E.Aguilar Rosas & R. Aguilar Rosas, 2011
- Pyropia torta (V.Krishnamurthy) S.C.Lindstrom, 2011
- Pyropia vietnamensis (Tak. Tanaka & P.H.Ho) J.E.Sutherland & Monotilla, 2011
- Pyropia virididentata (W.A.Nelson) W.A.Nelson, 2011
- Pyropia yezoensis (Ueda) M.S.Hwang & H.G.Choi, 2011